# コルサ (カリフォルニア州)
コルサ（英: Colusa）は、アメリカ合衆国カリフォルニア州の都市。コルサ郡の郡庁所在地である。人口は2000年に5,402人だったが、2010年には5,971人と10.5％増加した。

## 歴史
1850年、チャールズ・D・センプルがコルサの町が設立されたメキシコの特許土地であるランチョ・コルスを購入した。当時は、サーモンベンドと呼ばれていた。1850年9月までに町が設立され、コルシという名前だった。翌1851年に最初の郵便局が開局された。1854年にカリフォルニア州議会が町の名前をコルサに変えさせた（同時に郡名も変わった）。この町はサザン・パシフィック鉄道が通ったので繁栄した。コルサから道路で距離を行った所に、ファイブマイル・ハウス、セブンマイル・ハウス、ナインマイル・ハウス、テンマイル・ハウス、イレブンマイル・ハウス、フォーティーンマイル・ハウス（スターリングランチとも呼ばれた）、シックスティーンマイル・ハウス（現在のプリンストン）およびセブンティーンマイル・ハウスといった旅人の休憩所が設けられた。コルサとなった当初の開拓地は先ずセブンマイル・ハウスの地に置かれたが、後の1850年に現在地に移動された。

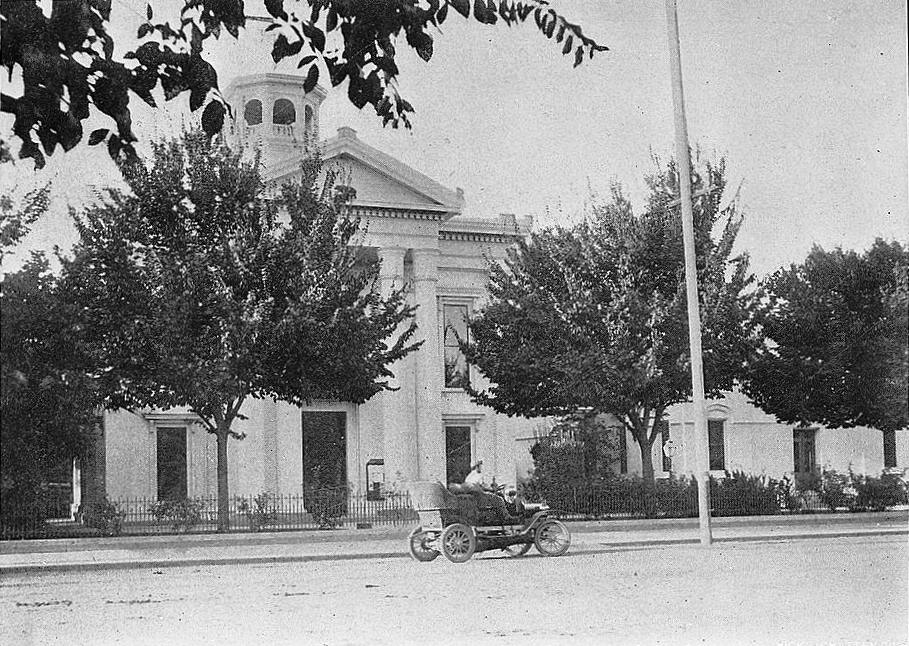
コルサ郡庁舎（1908年）

コルサ市内には歴史ある中華街、1905年に建設されたカーネギー図書館、および数ある歴史的な建物の中でも古典的な様式で建設され建築的に価値がある郡庁舎がある。コルサ市は中国人僧侶によって設立されており、その小屋と庭園は中国北部の中華街に外観が似ている。

## 地理
コルサは北緯39度12分52秒 西経122度00分34秒 / 北緯39.21444度 西経122.00944度に位置している。アメリカ合衆国国勢調査局に拠れば、市域全面積は1.7平方マイル (4.3 km2)であり、すべて陸地である。
コルサはサクラメント川沿いにあるが、その堤防が高いので市内から川面をはっきりとは見られない。

## 人口動態
以下は2005年の人口推計データである。
| 基礎データ - 人口: 5,402人 - 世帯数: 1,897世帯 - 家族数: 1,365家族 - 人口密度: 1,248.9人/km2（3,244.0人/mi2） - 住居数: 2,016軒 - 住居密度: 466.1軒/km2（1,210.7軒/mi2） 人種別人口構成 - 白人: 68.7% - アフリカン・アメリカン: 0.3% - ネイティブ・アメリカン: 1.8% - アジア人: 1.5% - 太平洋諸島系: 0.8% - その他の人種: 23.3% - 混血: 3.8% - ヒスパニック・ラテン系: 41.7% 年齢別人口構成 - 18歳未満: 30.2% - 18-24歳: 10.2% - 25-44歳: 28.2% - 45-64歳: 20.0% - 65歳以上: 11.4% - 年齢の中央値: 32歳 - 性比（女性100人あたり男性の人口） - 総人口: 99.7 - 18歳以上: 98.9 | 世帯と家族（対世帯数） - 18歳未満の子供がいる: 40.6% - 結婚・同居している夫婦: 54.7% - 未婚・離婚・死別女性が世帯主: 11.8% - 非家族世帯: 28.0% - 単身世帯: 23.7% - 65歳以上の老人1人暮らし: 10.8% - 平均構成人数 - 世帯: 2.81人 - 家族: 3.33人 収入と家計 - 収入の中央値 - 世帯: 35,250米ドル - 家族: 41,833米ドル - 性別 - 男性: 32,066米ドル - 女性: 20,510米ドル - 人口1人あたり収入: 15,251米ドル - 貧困線以下 - 対人口: 17.2% - 対家族数: 14.2% - 18歳未満: 20.0% - 65歳以上: 8.9% |

## 政治
カリフォルニア州議会では、上院の第4および下院の第2選挙区に属している。連邦議会下院ではカリフォルニア州第2選挙区に属し、クック投票動向指数では共和党+13となっている。2010年時点ですべて共和党議員が務めている。